# اندريه ماري كورناي
اندريه ماري كورناي هي ممثلة كندية، ولدت في 1953.

## وصلات خارجية
- اندريه ماري كورناي على موقع IMDb (الإنجليزية)
- اندريه ماري كورناي على موقع ألو سيني (الفرنسية)
- اندريه ماري كورناي على موقع أول موفي (الإنجليزية)
- اندريه ماري كورناي على موقع قاعدة بيانات الفيلم (الإنجليزية)
- اندريه ماري كورناي على موقع كينوبويسك (الروسية)